# Stefan Yanev
Stefan Dinchev Yanev (en búlgaro: Стефан Динчев Янев; 1 de marzo de 1960) es un oficial y general de brigada búlgaro, primer ministro de Bulgaria interino desde el 12 de mayo hasta el 13 de diciembre de 2021. También se desempeñó como Viceprimer Ministro, en 2017, y Ministro de Defensa, en 2017 y entre 2021 y 2022.

## Biografía
Yanev nació el 1 de marzo de 1960 en Popovitsa, en la provincia de Plovdiv. En 1979 se graduó de la Escuela Técnica de Ingeniería Eléctrica de Plovdiv. Asistió a la Escuela Superior Popular de Artillería Militar "Georgi Dimitrov" en Shumen y se graduó en 1983. Ese mismo año, fue nombrado comandante de un pelotón de artillería en Asenovgrad.
En 1993 se convirtió en comandante de División y ocupó varios cargos en el Ministerio de Defensa de Bulgaria entre la segunda mitad de los años 1990 y los años 2000. De 2005 a 2017 ocupó el cargo de Jefe del Departamento de Transformaciones del Centro de Excelencia de la OTAN en Defensa contra el Terrorismo en Ankara, Turquía. En 2009 se le otorgó el rango de general de brigada. En 2011, se convirtió en agregado militar en la Embajada de Bulgaria en Washington D. C. y en 2014 el comandante de la Universidad Militar Nacional “Vasil Levski” de Veliko Tarnovo y se retiró del servicio militar poco tiempo después.
En enero de 2017 fue nombrado vice primer ministro interino y ministro de Defensa interino en el gobierno en funciones de Ognian Gerdzhikov. Terminó estas funciones junto con todo el gobierno en mayo. Posteriormente asumió el cargo de secretario de Seguridad y Defensa en la administración del presidente Rumen Radev.
El 11 de mayo de 2021, en relación con la crisis política que causaron las elecciones legislativas de abril de 2021, el presidente Rumen Radev anunció su nombramiento como primer ministro y también presentó la lista de los miembros que conformarán su gabinete. Su gobierno comenzó a operar al día siguiente. El 13 de diciembre, se incorporó al nuevo gabinete de Kiril Petkov como ministro de Defensa.
En febrero de 2022, sus declaraciones con respecto a la invasión rusa de Ucrania de 2022 causaron controversia, en particular su negativa a referirse a la situación como una guerra, y en cambio calificarla como una intervención militar. A raíz de esto, se desataron protestas que pedían su dimisión, así como contraprotestas a su favor. Petkov terminó destituyéndolo el 28 de febrero, y el 1 de marzo la Asamblea Nacional eligió a Dragomir Zakov como su sustituto.